# 王德焴
王德焴（1935年7月—），男，江苏常州人，中国天体物理学家，曾任中国科学院紫金山天文台研究员、博士生导师。1985年国家教委科技进步二等奖获奖人。